# Conde de Arraiolos

Armas pereira

O título de conde de Arraiolos foi originalmente instituído em favor de Álvaro Pires de Castro (irmão de Inês de Castro), por carta do rei D. Fernando I de Portugal de 1371, o qual foi mais tarde feito Conde de Viana (da Foz do Lima) e ainda 1.º Condestável de Portugal. Por sua morte em 1384, passou este título nobiliarquico para o seu filho D. Pedro de Castro, mas, que ao ficar vago por este depois ter seguido o partido de Castela, acabou o futuro João I de Portugal por o ceder ao seu amigo e companheiro de armas Nuno Álvares Pereira, em conjunto com os condados de Barcelos e Ourém, originando assim a maior casa nobiliárquica do país.
Alguns anos volvidos, porém, o Condestável foi forçado a distribuir os títulos pelo genro e pelos dois netos, tendo o título de conde de Arraiolos passado para D. Fernando, filho segundo do conde de Barcelos D. Afonso, bastardo do rei D. João I de Portugal e futuro duque de Bragança. Pela morte sem descendentes do irmão mais velho de Fernando, D. Afonso, conde de Ourém, acabou o conde de Arraiolos por suceder ao pai à frente do ducado de Bragança, acabando dessa forma o título de conde de Arraiolos por se tornar uma das dignidades nobiliárquicas associadas à Casa de Bragança e por conseguinte, entre 1640 e 1910, aos Reis de Portugal.

## Condes de Arraiolos
1. Álvaro Pires de Castro, foi também 1.º Conde de Viana da Foz do Lima
2. Pedro de Castro
3. Nuno Álvares Pereira
4. Fernando I de Bragança
5. Fernando II de Bragança
6. Jaime I de Bragança
7. Teodósio I de Bragança
8. João I de Bragança
9. Teodósio II de Bragança
10. Rei João IV de Portugal
11. Teodósio de Bragança, príncipe herdeiro de Portugal
12. Rei Afonso VI de Portugal
13. Rei João V de Portugal
14. Rei José I de Portugal
15. Rainha Maria I de Portugal
16. José de Bragança, príncipe herdeiro de Portugal
17. Rei João VI de Portugal
18. Rei Pedro IV de Portugal
19. Rei Miguel I de Portugal
20. Rainha Maria II de Portugal
21. Rei Pedro V de Portugal
22. Rei Carlos de Portugal
23. Luís Filipe, Duque de Bragança, príncipe herdeiro de Portugal

### Reivindicações pós-Monarquia
Reivindicaram, também, o título de Conde/Condessa de Arraiolos:
- Miguel Januário de Bragança
- D. Maria Pia de Saxe-Coburgo e Bragança (como pretendente ao trono; alegada filha bastarda do rei D. Carlos I)
- Duarte Nuno de Bragança
- Duarte Pio de Bragança